# Kirsten Holst
Kirsten Holst (* 18. März 1936 in Lemvig, Dänemark; † 23. September 2008 in Vejle) war eine dänische Schriftstellerin, die hauptsächlich durch ihre Kriminalromane bekannt wurde.

## Leben
Kirsten Holst wurde als Tochter des Polizeibeamten Palle Høybye (1907–87) und der Musiklehrerin Anne-Margrethe Thomsen (* 1905) geboren.
Am 13. September 1958 heiratete sie den Schriftsteller Knud Holst Andersen (* 15. April 1936 Skæve/DK, † 18. August 1995, Ålborg/Jütland/DK); die beiden hatten 3 Kinder: die Schriftstellerin Hanne-Vibeke Holst (* 1959), Charlotte (* 1960) und Henriette (* 1965)
Sie engagierte sich in Flüchtlingsfragen, hauptsächlich Afrika betreffend.

## Werke
Kirsten Holst schrieb ca. 60 Bücher und Kurzgeschichten, in Deutschland erschienen bislang 14 ihrer Bücher, alle beim Grafit Verlag.
Ihre bekanntesten Werke in Deutschland sind „Wege des Todes“, „In den Sand gesetzt“ und „Du sollst nicht töten“, in denen Kommissar Høyer in einer jütländischen Kleinstadt auf unspektakuläre Weise die Fälle löst.
2007 verlieh ihr die dänische Kriminalakademie (Det danske Kriminalakademi) den Harald-Mogensen-Preis für den Roman Sin brors vogter. Im Nachruf der Zeitung Politiken wurde sie „unsere Krimi-Königin“ genannt, „deren Königreich vielleicht kleiner war als das englische oder schwedische, aber deren Regime milder war“.
- 1976 De unge, de rige og de smukke
- 1976 Safty og smuglerne
- 1977 Døden rejser med
- 1977 Safty og minktyvene
- 1977 Ungerne og juvelrøverne
- 1978 Baggårdsrødderne
- 1978 Syv til alters
- 1978 Ungerne og sommerhusbanden
- 1979 Døden er en drøm
- 1979 Safty og mafiaen
- 1979 Ungerne til søs
- 1981 De lange skygger
- 1981 Også om mange år
- 1982 Det tomme hus
- 1982 Fabriks-hemmeligheden
- 1983 Når det regner på præsten
- 1983 Puslespil
- 1984 Safty og edb-mysteriet
- 1984 Se, døden på dig venter
- 1985 Damen i gråt
- 1986 Ishulen
- 1987 Min ven Thomas
- 1988 Dødens dunkle veje
- 1989 Det skal nok gå, Solomon
- 1989 Sov dukke Lise
- 1991 Som ringe i vandet
- 1992 Mysteriet om det levende lig
- 1994 I al sin glans og herlighed
- 1996 Rejsen til Betlehem
- 1996 Var det kærlighed
- 1998 Ludmilla og Klør Konge
- 1998 Mord i Skagen
- 1999 Var det mord?
- 2001 Nikki og bankrøverne
- 2002 Ludmilla på sporet
- 2006 Sin brors vogter